# Peter Hoeltzenbein
Peter Hoeltzenbein (n. 7 aprilie 1971, Münster, Germania) este un canotor ce a reprezentat Germania, medaliat olimpic. A participat la o ediție a Jocurilor Olimpice (1992) în care a câștigat o medalie de argint.

## Participări
Lista de mai jos prezintă principalele competiții la care a participat Peter Hoeltzenbein de-a lungul carierei.
- rowing at the 1992 Summer Olympics – men's coxless pair[*][3]